# 20-graphe de Thomassen
Le 20-graphe de Thomassen est, en théorie des graphes, un graphe possédant 20 sommets et 33 arêtes.

## Propriétés

### Propriétés générales
Le diamètre du 20-graphe de Thomassen, l'excentricité maximale de ses sommets, est 4, son rayon, l'excentricité minimale de ses sommets, est 3 et sa maille, la longueur de son plus court cycle, est 5. Il s'agit d'un graphe 3-sommet-connexe et d'un graphe 3-arête-connexe, c'est-à-dire qu'il est connexe et que pour le rendre déconnecté il faut le priver au minimum de 3 sommets ou de 3 arêtes.

### Coloration
Le nombre chromatique du 20-graphe de Thomassen est 3. C'est-à-dire qu'il est possible de le colorer avec 3 couleurs de telle façon que deux sommets reliés par une arête soient toujours de couleurs différentes. Ce nombre est minimal.
L'indice chromatique du 20-graphe de Thomassen est 5. Il existe donc une 5-coloration des arêtes du graphe telle que deux arêtes incidentes à un même sommet soient toujours de couleurs différentes. Ce nombre est minimal.

### Propriétés algébriques
Le polynôme caractéristique    de la matrice d'adjacence du 20-graphe de Thomassen est : {\displaystyle (x-2)(x-1)^{4}(x+2)^{3}(x^{2}-3)(x^{2}-2x-1)(x^{3}+2x^{2}-3x-2)(x^{5}-12x^{3}-6x^{2}+23x+14)}.